# Neoseiulus benicus
Neoseiulus benicus är en spindeldjursart som först beskrevs av El-Badry 1968.  Neoseiulus benicus ingår i släktet Neoseiulus och familjen Phytoseiidae. Inga underarter finns listade i Catalogue of Life.